# Alexeï Troubetskoï
Alexeï Nikititch Troubetskoï (en russe : Алексей Никитич Трубецкой et en polonais : Aleksy Nikitycz Trubecki, né le 17 mars 1600 et mort en 1680) est un prince ruthénien, le dernier de la lignée des Troubetskoï, et également le parrain de Pierre le Grand.

## Biographie
Sous le règne du tsar Michel Ier, Alexeï Troubetskoï est en défaveur auprès du dirigeant de facto, le patriarche Philarète. Par conséquent, il est envoyé administrer les villes lointaines de Tobolsk et d'Astrakhan. Cependant, la donne change en 1645, quand Michel meurt et Alexis Ier lui succède, car Boris Morozov, ami proche de Troubetskoï, devient chef de gouvernement. Ainsi, Troubetskoï est nommé commandant du régiment de la garde personnelle du tsar en 1646.
En 1654, le prince Alexeï Troubetskoï mène le flanc sud de l'armée de Moscovie de Briansk jusqu'en Ukraine. Le territoire entre le Dniepr et la Bérézina est rapidement soumis, grâce notamment à des victoires de Troubetskoï sur Mścisław et Rosławl. En 1654, l’ancienne Principauté de Troubetsk est enfin reconquise par le prince de Troubetsk en personne, Alekseï Troubetskoï, à la suite de la guerre russo-polonaise (1654-1667). En 1656, la deuxième armée de Moscovie avance sur le nord de la Livonie suédoise et assiège Tartu. En 1659, une armée de Moscovie menée par Alexeï Troubetskoï traverse l’Ukraine et est partiellement vaincue par l’armée menée par Ivan Vyhovsky alliant la Ruthénie et les Tatars de Crimée à la bataille de Konotop. En 1659, il négocie le Traité de Pereïaslav avec Iouri Khmelnytsky. En 1659, Alexeï Troubetskoï et Ivan Sirko, qui s'est rendu à la sitch zaporogue en 1654 et y a été élevé au rang de colonel, affrontent le Khanat de Crimée.
Troubetskoï est marié à Iekaterina Ivanovna Pouchkina (décédée en 1669), sœur du boyard Boris Pouchkine (en), homme politique de premier plan. Il meurt sans laisser de descendance.